# تپه ماه (فیلم)
تپه ماه (به انگلیسی: The Moon Hill) فیلمی هندی محصول سال ۲۰۱۳ و به کارگردانی کمالشوار موکرجی است. در این فیلم بازیگرانی همچون دیپاک آدیکاری، جرارد رودولف، مارتین سیتو اوتو ایفای نقش کرده‌اند.